# Conde de Radnor

Armas de Robartes: Azul, três estoiles e um chefe ondulado ou

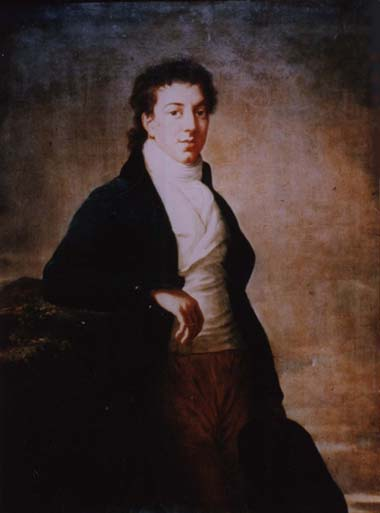
William Pleydell-Bouverie,
3.º Conde de Radnor

Conde de Radnor, do Condado de Radnor, é um título que foi criado duas vezes. Foi criado pela primeira vez no Pariato da Inglaterra em 1679 por John Robartes, 2.º Barão Robartes, uma figura política notável do reinado de Carlos II. Ele foi feito Visconde Bodmin ao mesmo tempo. Robartes era filho de Richard Robartes, que havia sido feito Baronete em julho de 1621 e Barão Robartes, de Truro, no Pariato da Inglaterra em 1626. Todos os três títulos foram extintos com a morte do quarto Conde em 1757. Anna Maria Hunt, sobrinha-neta do quarto Conde, casou-se com o Exmo. Charles Bagenal-Agar, filho mais novo de James Agar, 1.º Visconde Clifden de Gowran. Seu filho Thomas James Agar-Robartes foi criado Barão Robartes em 1869.
O condado foi criado pela segunda vez no Pariato da Grã-Bretanha em 1765, quando William Bouverie, 2.º Visconde Folkestone, foi feito Conde de Radnor. A família Bouverie descende de William des Bouverie, um proeminente comerciante de Londres. Ele foi criado um baronete, da igreja de St Katharine Cree, Londres, no Baronetage da Grã-Bretanha em 1714. Seu filho mais velho, o segundo Baronete, representou Shaftesbury na Câmara dos Comuns. Ele foi sucedido por seu irmão mais novo, o terceiro Baronete. Ele se sentou como membro do Parlamento para Salisbury até ser elevado ao Pariato da Grã-Bretanha como Barão Longford e Visconde Folkestone em 1747.
Seu filho, o segundo visconde, também representou Salisbury no Parlamento. Em 1765 foi feito Barão Pleydell-Bouverie, de Coleshill no Condado de Berkshire, e Conde de Radnor. O condado foi criado com resto, falhando herdeiros masculinos de seu corpo, aos herdeiros masculinos de seu pai. Ambos os pariatos estavam no Pariato da Grã-Bretanha. Ele foi sucedido por seu filho, o segundo Conde. Ele foi membro do Parlamento de Salisbury e serviu como Lorde Tenente de Berkshire. O segundo conde assumiu o sobrenome adicional de Pleydell depois de suceder às propriedades de seu avô materno, Sir Mark Stuart Pleydell, 1.º Baronete. Seu filho, o terceiro conde, representado Downton e Salisbury na Câmara dos Comuns. Com sua morte, os títulos passaram para seu filho, o quarto conde. Ele serviu como Lorde Tenente de Wiltshire.
Ele foi sucedido por seu filho, o quinto Conde. Ele se sentou como membro conservador do Parlamento para South Wiltshire e Enfield e ocupou cargos políticos como Tesoureiro da Casa de 1885 a 1886 sob Lorde Salisbury. Seu filho, o sexto conde, representou Wilton (também conhecido como South Wiltshire) no Parlamento como conservador e serviu como Lorde Tenente de Wiltshire. Ele foi sucedido por seu filho, o sétimo conde. Ele ocupou notavelmente os cargos honorários de Guardião do Selo Privado e Lorde Guardião das Stannaries e foi feito Cavaleiro da Jarreteira em 1962. Desde 2009, os títulos são detidos por seu neto, também William Pleydell-Bouverie, o 9.º Conde de Radnor, que sucedeu seu pai em 2008.
Sucessivos Condes de Radnor foram governadores do Hospital Francês do século XVIII a 2015.
Os assentos da família são o Castelo de Longford, perto de Salisbury, Wiltshire, e a Casa Alward, perto de Alderbury, Wiltshire.